# IBM Lotus Sametime
HCL Sametime è un software di Messaggistica istantanea e teleconferenza enterprise e un'applicazione di Web conferencing venduto dalla divisione Domino di HCL. Sametime offre supporto per le comunicazioni e standard e per i protocolli standard, come Session Initiation Protocol, SIMPLE, T.120, XMPP, e H.323. HCL Sametime inoltre si può integrare con HCL Notes, HCL iNotes, HCL Verse e Microsoft Office.
Il prodotto fu originariamente la sintesi di tecnologie che IBM acquistò da due aziende: la prima, un'azienda statunitense chiamata Databeam, forniva l'architettura per ospitare conferenze T.120 (per la messaggistica Web) e H.323 per le conferenze multimediali; la seconda era Ubique, una società israeliana il cui software forniva funzionalità di "visibilità" che permetteva alle persone di essere avvisate su quali contatti fossero online e disponibili per la messaggistica o conferenze.
Il client HCL Sametime è disponibile per Microsoft Windows, Linux e Apple Macintosh. Il server HCL Sametime lavora su Microsoft Windows, IBM AIX, i5/OS, Linux, Linux Docker, Linux Kubernetics e Solaris.
HCL Sametime è descritto in dettaglio sul sito HCL del prodotto. Una delle novità è HCL Sametime Gateway, che aggiunge il supporto per le comunicazioni con AOL, Yahoo e Google Talk. Dato che Google Talk utilizza il protocollo XMPP, Sametime può dialogare con software come XMPP. Comunque, Google Talk è l'unico sistema XMPP che viene attualmente supportato ufficialmente da Lotus Sametime Gateway. Lotus Sametime è basato sulla piattaforma Eclipse, che permette agli sviluppatori familiari con il suo framework di scrivere facilmente plug-in per Lotus Sametime.